# Plazma zarodkowa
Plazma zarodkowa – hipotetyczna część cytoplazmy komórek jajowych niektórych modelowych organizmów (np. Caenorhabditis elegans, muszka owocowa czy platana szponiasta). Zawiera determinanty, które dadzą początek potomnym komórkom rozrodczym. Gdy zygota przechodzi podział mitotyczny plazmy zarodkowej zostaje ograniczona do kilku komórek zarodka, które później migrują do gonad.

## Teoria plazmy zarodkowej
Pojęcie plazmy zarodkowej zostało wprowadzone przez niemieckiego biologa Augusta Weismanna (1834–1914). Jego teoria stwierdza, że organizmy wielokomórkowe składają się z komórek rozrodczych, które zawierają i przekazują informacje dziedziczne, i komórek somatycznych, które odpowiadają za pospolite funkcje fizjologiczne.
Zgodnie z teorią plazmy zarodkowej, dziedziczenie w organizmach wielokomórkowych zachodzi tylko poprzez komórki rozrodcze: gamety, takie jak komórki jajowe i plemniki. Inne komórki ciała nie biorą udziału w dziedziczeniu. Komórki rozrodcze tworzą komórki somatyczne i nowe komórki rozrodcze; przy czym jakiekolwiek cechy nabyte przez komórki somatyczne nie mają wpływu na komórki rozrodcze. Informacje genetyczne nie mogą być przekazywane z ciała organizmu do plazmy zarodkowej i zostać przekazane do następnej generacji. Nazywa się to barierą Weismanna. Stwierdzenie to, jeśli jest prawidłowe, wyklucza dziedziczenie cech nabytych zaproponowane przez Jeana-Baptista de Lamarcka.
Najbardziej podatną na podważenie tezą w teorii Weismanna było stwierdzenie, że plazma zarodkowa (czyli geny) stopniowo się zmniejszała podczas podziału komórek somatycznych. Błędność tego stwierdzenia została wykazana, gdy rozwinęła się współczesna genetyka. Przypadki takie jak owca Dolly dowiodły, że dorosłe komórki zachowują pełny zbiór informacji, zaprzeczając w ten sposób teorii Weissmana.